# 奧特盧克峰
奧特盧克峰（英語：Outlook Peak）為在加拿大努納武特基吉柯塔鲁克地区境內的山峰，坐落在穆勒冰帽（Muller Icecap）西南邊。此座山海拔高度2,210公尺（7,251英尺），為瑪格麗特公主山脈中最高的山峰，也是阿克塞尔海伯格岛最高點。

## 外部連結
- Peakbagger.com: Outlook Peak, Nunavut （页面存档备份，存于）